# 틱! 택!
《Tick! Tack!》(틱! 택!)은 일본 Navel에서 발매한 SHUFFLE!의 스핀오프 작품이다.

## 개요
Navel의 데뷔작인 'SHUFFLE!'의 제작 당시의 메인 히로인으로 추정되는 네리네의 후속편. 'SHUFFLE!'의 후속편으로는 첫 번째 작품이다.
니시마타 아오이가 사정으로 불참하여 스즈히라 히로의 캐릭터들만이 새로 등장했으며, 기존 캐릭터(린, 네리네, 이츠키, 포베시) 역시 공교롭게도 모두 스즈히라 히로가 작화한 캐릭터들이다. 마유미의 경우 추가된 CG는 없다. 때문에 틱! 택!의 상품정보에는 니시마타 아오이가 명시되어 있지 않다.
과도한 성인 장면으로 인해 '탁탁'이라는 오명을 얻기도 했으며, 한글패치도 발매(2005년)에 비해 상당히 늦게 제작된 편이다(2009년). 이 실망은 다음 후속작인 'Really? Really!'에 더욱 많은 기대를 몰아붙였다.

## 역사
- 2005년 9월 16일 - Limited Edition 발매.
- 2005년 10월 21일 - Standard Edition 발매.
- 2008년 3월 28일 - Anniversary Edition 발매.

## 스토리
린이 네리네를 선택한 이후의 이야기. 네리네의 집에서 숙박 파티를 하기로 한 린, 네리네, 마유미, 이츠키 4명은, 마유미가 실수로 마왕가의 마법 도구인 거울을 만져버리는 바람에 다른 세계로 끌려들어간다. 숲이 무성한 곳에 떨어진 그들은 곧 그곳이 네리네의 고향, 마계임을 알게 된다. 더군다나, 그것은 20년 전의 마계였다.
아직 마왕이 되기 전이었던 네리네의 아버지 포베시의 호의로 돌아갈 수 있게 되기 전까지 마계에 체류하게 된 그들은, 곧 무언가가 잘못되었음을 알게 된다. 그 날은 바로 네리네의 어머니이자 당시에는 포베시의 메이드였던 세이지가 포베시에게 사랑을 고백한 날이었고, 그들은 자신들이 역사를 바꿔버렸음을 알았다.

## 등장인물
지금 작도 「SHUFFLE!」과 같이 식물이나 꽃, 꽃말을 모티프로 이름이나 성격을 설정해 있다.

### 메인 캐릭터
츠치미 린(土見 稟)
성우 : 스기타 토모카즈(드라마CD)
주인공. 어렸을 적에 부모님께서 교통사고로 돌아가시는 바람에 고아가 되어, 동갑내기 친구인 카에데의 집에서 식객으로 지내고 있다. 어렸을 적, 길을 잃었던 두 명의 소녀 시아와 네리네와 함께 놀아줬었고, 그 두 소녀가 그의 약혼녀임을 자청하여 바베나 고등학교에 전학을 왔다. 그리고, 지금은 네리네를 선택하여, 네리네와 사귀고 있다.
네리네(ネリネ)
성우 : 마츠나가 유키 / 나가미 하루카
마계의 공주. 마계에서 지내다가 리시안사스가 전학 온 같은 날 바베나 학원에 전학온다. 리시안사스가 인간계로 온 이유와 똑같이 어렸을 때 인간계에서 만났었던 소년 린과 재회하기 위해서다. 과거에 신계와 마계의 공동 연구에 참여했던 적이 있다. 이 때의 실험으로 그녀에게도 한가지 비밀이 생겼다. 학교에서 학업 성적도 꽤 우수하지만, 가사와 관련된 일에는 능숙하지 못하고 실수를 자주 하여 집안의 귀중한 물건을 몇 번 깨뜨린 적이 있다.
세이지(セージ)
성우 : 아오야마 유카리 / 토모나가 아카네
포베시가의 메이드이다. 메이드로써의 긍지와 자존심이 꽤 강하다. 그녀의 주특기인 썬더 킥은 포베시가 이상한 행동을 할 경우 볼 수 있다. 포베시를 좋아하고 있으나, 포베시의 약혼자인 아이 때문에 속만 썩이고 있다. 현 세계에서 네리네의 친모이지만, 다른 사람들은 이 사실을 반신반의하고 있다.
아이(アイ)
성우 : 미무라 쇼코 / 칸다 리에
포베시의 약혼자. 귀족 출신. 항상 미소 넘치는 얼굴이 일품이지만, 가끔 엉뚱한 면을 보이곤 한다. 산책과 목욕을 좋아한다. 신체 사이즈와 모든 특징이 네리네와 비슷하여 린 일행이 처음 보았을 때 네리네의 친모로 오해를 받기도 한다.
포베시(フォーベシイ)
성우 : 시바 사가노 / 모리카와 토시유키
포베시가의 주인. 차기 마계를 이끌어갈 인물로 꼽히고 있다. 아이와 약혼을 하였고 곧 결혼할 예정. 여동생인 사이네리아처럼 장난치는 것을 좋아한다. 가사일을 좋아하여 가끔 가사일을 보다가 세이지에게 썬더 킥을 얻어맞기도 한다. 현 세계에서의 마왕.

### 서브 캐릭터
마유미=타임(麻弓＝タイム)
성우 : 카토리 나스미 / 이노우에 미키
린과 카에데의 동급생. 바베나 학원 1학년 때부터 같은 반이었다. 가장 큰 특징은 양쪽 눈동자의 색이 다르다는 것(오드아이). 사실, 인간과 마족의 혼혈이지만, 인간 쪽에 더 가까워서 마력은 쓰지 못한다. 신문부나 사진부는 아니지만 항상 디지털 카메라를 가지고 다니면서 흥미진진해 보이거나 관심거리가 될 수 있을 만한 사진들을 찍고 다닌다.
미도리바 이츠키(緑葉 樹)
성우 : 코이케 타케조 / 오기하라 히데키
린과는 1학년부터 알고 지내온 친구. 성적이 우수하여 ‘바베나 학교 최고의 두뇌’라는 별명을 가지고 있다. 그러나, 그와 동시에 헌팅맨 기질이 있어서 길거리나 수영장, 해수욕장에서 헌팅을 하곤 한다. 이것이 문제가 되어 담임인 나데시코 선생님에게 여러 번 지적을 받기도 하지만 마찬가지. 린을 질투하고 있어서 가끔씩 린을 곤란에 빠뜨리지만, 도와줄 때는 확실하게 도와주는 친구이다.
사이네리아(サイネリア)
성우 : 아카시 안나 / 아사미 쥰코
포베시의 여동생. 밝은 성격으로 항상 원기발랄하며 장난을 좋아한다. 이후, 신왕을 소개받게 되고, 신왕에게 한눈에 반하여 결혼하게 된다. 현 세계에서 신왕의 3번째 아내이며 리시안사스의 친모이다.
바크(バーク)
성우 : 켄 야마토 / 히야마 노부유키
포베시가의 집사. 세이지와 함께 포베시가를 이끌고 있다. 같은 남자임에도 불구하고 포베시에 대한 애정과 사랑이 남다르다. 그러한 마음이 지나쳐서 가끔 사이네리아에게 얻어맞기도 한다.

### 그 외
마=사토(マ＝サト)
성우 : 토노 란 / 고토 유코
Navel사의 전신인 Basil사의 작품에서부터 존재하던 캐릭터 '마사토(真聡)의 '틱! 택!'에서의 이름. 역할은 치마 들추기다. '틱! 택!'에서는 사이네리아의 치마 들추기를 맡는다. 마사토의 어머니는 이노우에 미키가 성우를 맡았다.
리코리스(リコリス)
성우 : 나가미 하루카 / 마츠나가 유키
인공생명체 2호, 네리네의 클론. '리코리스가 네리네에게 생명력을 전해주기를 포기한 또 하나의 가능성'이라는 식으로 특정 루트에서만 잠시 등장한다.

## 네리네미터 시스템
'틱! 택!'은 린의 선택에 따라 과거가 달라진다. 이 왜곡 정도는 게임 왼쪽 상단에 표시되는 일명 '네리네미터'로 표시되며, 11일 동안 린은 마왕가 여러 곳을 돌아다니며 네리네미터의 붉은색과 초록색 게이지를 올리거나 떨어트리게 된다.
- 붉은 게이지가 50 이상이 되면 네리네가 붉은 네리네(일명 Nerine)로 변화한다.
- 초록 게이지가 50 이상이 되면 네리네가 작은 네리네(일명 로리 네리네)로 변화한다.
- 두 게이지가 모두 40 이하이면, 네리네는 변화가 없다.
- 두 게이지가 모두 80 이상이면, 네리네가 기억을 잃고 배드엔딩이 된다.

## 노래
- Be Ambitious, Guys!(OP) 작곡:앗쵸리케 편곡:스즈키 마사키 작사:AiAi 노래:하시모토 미유키
- Pieces(삽입곡) 작곡:앗쵸리케 편곡:스즈키 마사키 작사:AiAi 노래:하시모토 미유키
- Never Say Goodbye(ED) 작곡:앗쵸리케 편곡:ms-jacky 작사:AiAi 노래:YURIA

## 제작진
- 기획·시나리오
  - 아고바리아(あごバリア)
- 캐릭터 디자인·원화
  - 스즈히라 히로(鈴平 ひろ)(마유미=타임 제외 전체)
  - 니시마타 아오이(西又 葵)(마유미=타임)
- 배경・CG감수
  - 사이토 요코(斉藤 陽子)
- 시스템 디자인·SD캐릭터 디자인
  - 오야카타(おやかた)
- 프로그램
  - 아오네코(青猫)
- 음악
  - 앗쵸리케(アッチョリケ)
  - NACHTMUSK
  - 景家淳
- 제작협력
  - 란티스(ランティス)
- 디렉트
  - 마사(まさ)
- 영업
  - AlAi
  - 미즈노 마미(みずのまみ)

## 같이 보기
- Navel - 제작사.
- SHUFFLE! - 본편.
- Really? Really! - 카에데의 후속편.
- SHUFFLE! Love Rainbow - 리시안사스의 후속편.